# Marcel Higi
P. Marcel Adolf Higi OSB (25. března 1878 Bierlingen, Německo – 16. listopadu 1941 Terezín) byl emauzský benediktin umučený nacisty za II. světové války v Terezíně.

## Život
Jeho rodiče se jmenovali Georg a Josepha, roz. Breil. Jeho otec byl povoláním obuvník. Adolf (později bratr Marcel) Higi byl pokřtěn hned jeden den po svém narození ve farním kostele sv. Martina v Bierlingen. Na studia odešel do Prahy, kde studoval na Oblatenschule Emauzského kláštera. Řeholní sliby složil 5. října 1898 a na kněze byl vysvěcen 20. září 1903. Podle svědectví počapelských obyvatel jej nechal Heinrich Jöckel, velitel koncentračního tábora, v Malé pevnosti v Terezíně roztrhat psy (v dochovaném úmrtním listu je ale jako příčina úmrtí uvedeno: arterioskleróza a komplikace při zápalu plic). Po jeho umučení si tehdejší břevnovský převor Jan Anastáz Opasek OSB vyžádal jeho tělo k pohřbení. Byl pohřben v Počáplech u Terezína. Na pohřbu nesměl být nikdo vyjma převora Opaska a dohlížejícího „pracovníka“ gestapa přítomen. Po pohřbu byli čtyři vězni, kteří kopali Higiho hrob údajně zastřeleni.